# Baltic Naval Squadron
Le Baltic Naval Squadron (BALTRON) est une force navale commune aux trois pays baltes (Estonie, Lettonie et Lituanie), non permanente et affectée à diverses missions principalement en mer Baltique et plus rarement sous mandat de l'OTAN.
L'escadron est composé de 3 à 6 vaisseaux (principalement des dragueurs de mines) et d'un centre opérationnel à Tallinn. Ils proviennent de la marine estonienne, de la marine lettone et de la marine lituanienne.

## Missions

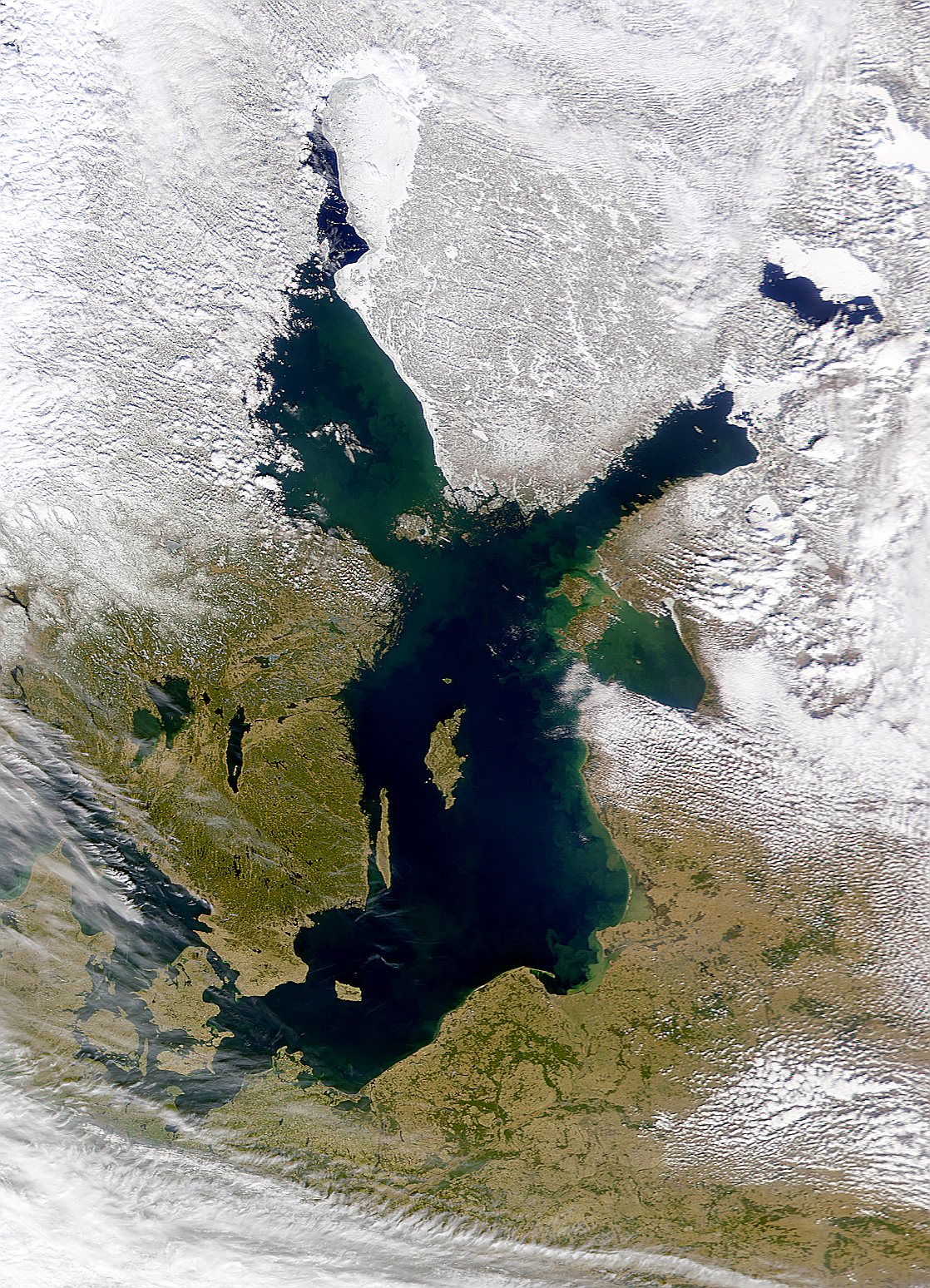
Image satellite de la mer Baltique.

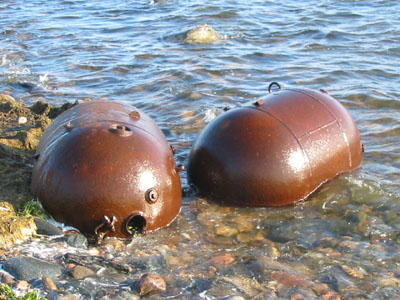
Mines échouées sur le littoral de Naissaar en Estonie.

Le BALTRON a été créé pour lutter contre les mines marines dans la Baltique, renforcer la sécurité des eaux territoriales des États baltes et contribuer aux opérations conjointes liées à la préservation de l'environnement et des zones économiques de l'Estonie, de la Lettonie et de la Lituanie.
La coopération internationale dans le cadre du BALTRON a contribué à accélérer le développement des marines baltes et de leurs capacités de défense navale en mer Baltique et lors des opérations lutte contre les mines (NMCM) de l'OTAN. Les personnels impliqués utilisent les normes de l'OTAN et l'anglais comme langue de communication.